# Миколаївська сільська рада (Ємільчинський район)
Миколаївська сільська рада (до 1946 року — М'яколовицька сільська рада) — колишня адміністративно-територіальна одиниця та орган місцевого самоврядування в Ємільчинському районі Коростенської і Волинської округ, Київської й Житомирської областей Української РСР та України з адміністративним центром у с. Миколаївка.

## Населені пункти
Сільській раді були підпорядковані населені пункти:
- с. Миколаївка
- с. Омелуша
- с. Полоничеве
- с. Рудня-Миколаївка
- с. Спаське

## Населення
Кількість населення ради, станом на 1923 рік, становила 1 949 осіб, кількість дворів — 368.
Кількість населення сільської ради, станом на 1924 рік, становила 2 014 осіб.
Відповідно до результатів перепису населення СРСР, кількість населення ради, станом на 12 січня 1989 року, становила 1 478 осіб.
Станом на 5 грудня 2001 року, відповідно до перепису населення України, кількість мешканців сільської ради становила 1 146 осіб.

## Склад ради
Рада складалась з 12 депутатів та голови.

### Керівний склад сільської ради
| ПІБ                         | Основні відомості                                                 | Дата обрання | Дата звільнення |
| --------------------------- | ----------------------------------------------------------------- | ------------ | --------------- |
| Марчук Анатолій Васильович  | Сільський голова, 1963 року народження, освіта, безпартійний      | 26.03.2006   | 31.10.2010      |
| Михальчук Григорій Петрович | Сільський голова, 1969 року народження, освіта вища, безпартійний | 31.10.2010   |                 |

Примітка: таблиця складена за даними джерела

## Історія
Створена 1923 року як М'яколовицька сільська рада, в складі с. М'яколовичі, колоній Ново-Спаська (згодом — Спаське), Полоничів (згодом — Полоничеве) та слободи Полоничів Емільчинської волості Новоград-Волинського повіту Волинської губернії. 7 березня 1923 року включена до складу новоствореного Емільчинського (згодом — Ємільчинський) району Коростенської округи. Станом на 17 грудня 1926 року на обліку значилися х. М'яколовицький фільварк та урочище Гарти. На 1 жовтня 1941 року слоб. Полоничів та х. М'яколовицький фільварк не перебували на обліку населених пунктів.
7 червня 1946 року, відповідно до указу Президії Верховної ради Української РСР «Про збереження історичних найменувань та уточнення і впорядкування існуючих назв сільрад і населених пунктів Житомирської області», сільську раду перейменовано на Миколаївську через перейменування її адміністративного центру на с. Миколаївка.
Станом на 1 вересня 1946 року сільська рада входила до складу Ємільчинського району Житомирської області, на обліку в раді перебували с. Миколаївка, селище залізничної станції Гарти та хутори Полоничеве і Спаське.
11 січня 1960 року, відповідно до рішення Житомирського облвиконкому № 2 «Про зміни в адміністративно-територіальному поділі сільських рад в області», підпорядковано села Осівка, Омелуша та Рудня-Миколаївка ліквідованих Осівської та Руднє-Миколаївської сільських рад Ємільчинського району. На 1 березня 1961 року сел. зал. станції Гарти не значилося на обліку. 20 травня 1963 року, відповідно до рішення Житомирського ОВК № 241 «Про зміни в адміністративно-територіальному поділі Малинського та Ємільчинського районів», с. Осівка передане до складу відновленої Чмілівської сільської ради Ємільчинського району.
На 1 січня 1972 року сільська рада входила до складу Ємільчинського району Житомирської області, на обліку в раді перебували села Миколаївка, Омелуша, Полоничеве, Рудня-Миколаївка та Спаське.
Виключена з облікових даних 17 липня 2020 року. Територію та населені пункти ради, відповідно до розпорядження Кабінету Міністрів України № 711-р від 12 червня 2020 року «Про визначення адміністративних центрів та затвердження територій територіальних громад Житомирської області», включено до складу Ємільчинської селищної територіальної громади Новоград-Волинського району Житомирської області.